# Abbaye Notre-Dame d'Autrey
Pour les articles homonymes, voir Abbaye Notre-Dame.
Ne doit pas être confondu avec Abbaye d'Autrey.
L'abbaye Notre-Dame d'Autrey est une abbaye fondée au XIIe siècle dans la commune française d'Autrey, dans les Vosges, à huit kilomètres au sud de Rambervillers.

## Histoire

### L'origine

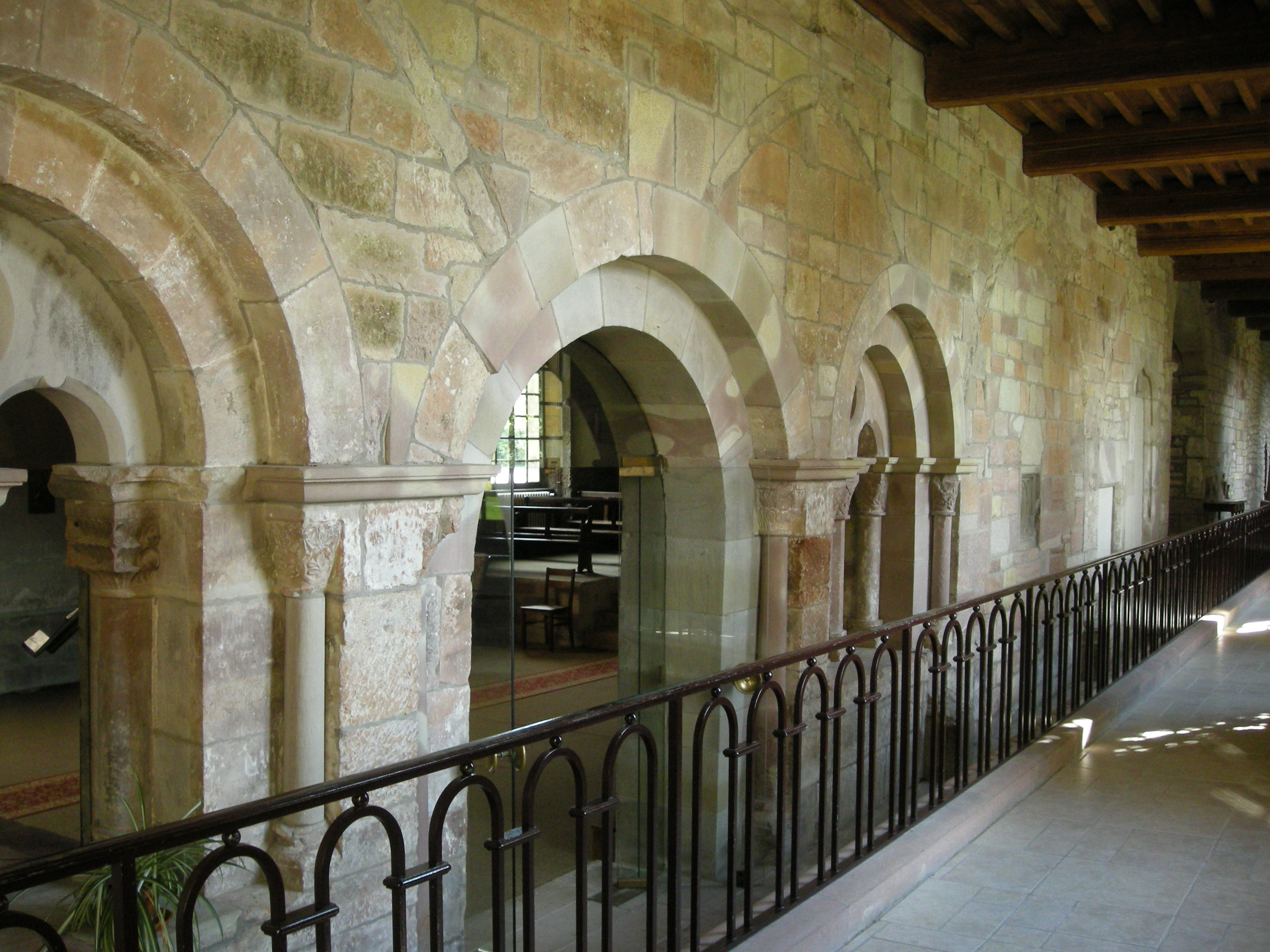
Arcades romanes de l'ancien cloître du XIIe siècle.

La châtellenie de Rambervillers est à l'extrémité sud des possessions de l'évêché de Metz. En 1149, au retour de la deuxième croisade, le cardinal Étienne de Bar, évêque de Metz, y fonde l'abbaye Notre-Dame d'Autrey, qu'il confie aux chanoines réguliers de saint Augustin. Le premier abbé connu est Anselme que l’on trouve à la tête du monastère de 1172 à 1182.
Autrey est alors célèbre pour le culte qui y est rendu à saint Hubert, son deuxième patron, dont une relique réputée bienfaisante attire de nombreux pèlerins.

### Abbatiale

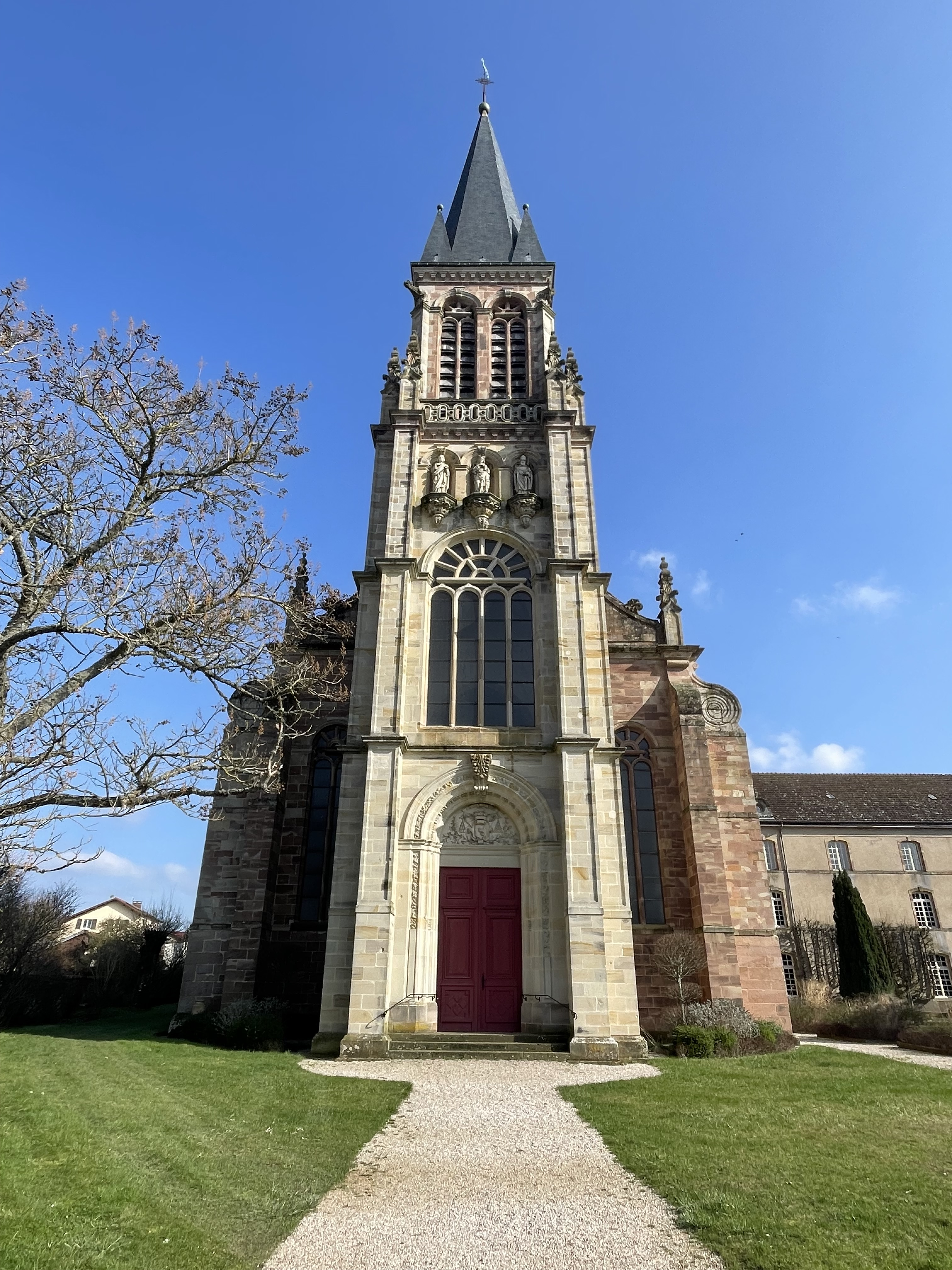
Entrée de l'abbatiale.

Les malheurs de la guerre désolent souvent l'abbaye. Après les guerres de Charles le Téméraire, l'abbé Claude Stevenel en entreprend la restauration de 1537 à 1545, et édifie avec un grand art le chevet, le transept et les deux chapelles nord-est et sud-est. L'église constitue ainsi un bel ensemble architectural où règne un compromis harmonieux entre le style gothique et le style Renaissance. La chapelle Saint-Hubert, au nord-est, est sans doute l’édifice le plus remarquable de la Renaissance dans les Vosges et rappelle la chapelle des évêques de la cathédrale Saint-Étienne de Toul.
Pourtant, après les grandes épreuves du XVIIe siècle, c'est tout le monastère qui doit être reconstruit, ainsi que la nef entre 1704 et 1715. 

### Sous l'Ancien Régime
À cette époque, les religieux d'Autrey sont des chanoines réguliers de la congrégation de Notre-Sauveur, réformés par saint Pierre Fourier. On leur confie même le noviciat de la congrégation. En 1777, l'abbé de Chaumont devient premier évêque de Saint-Dié ; Autrey perd son titre d'abbaye.

### Après la Révolution

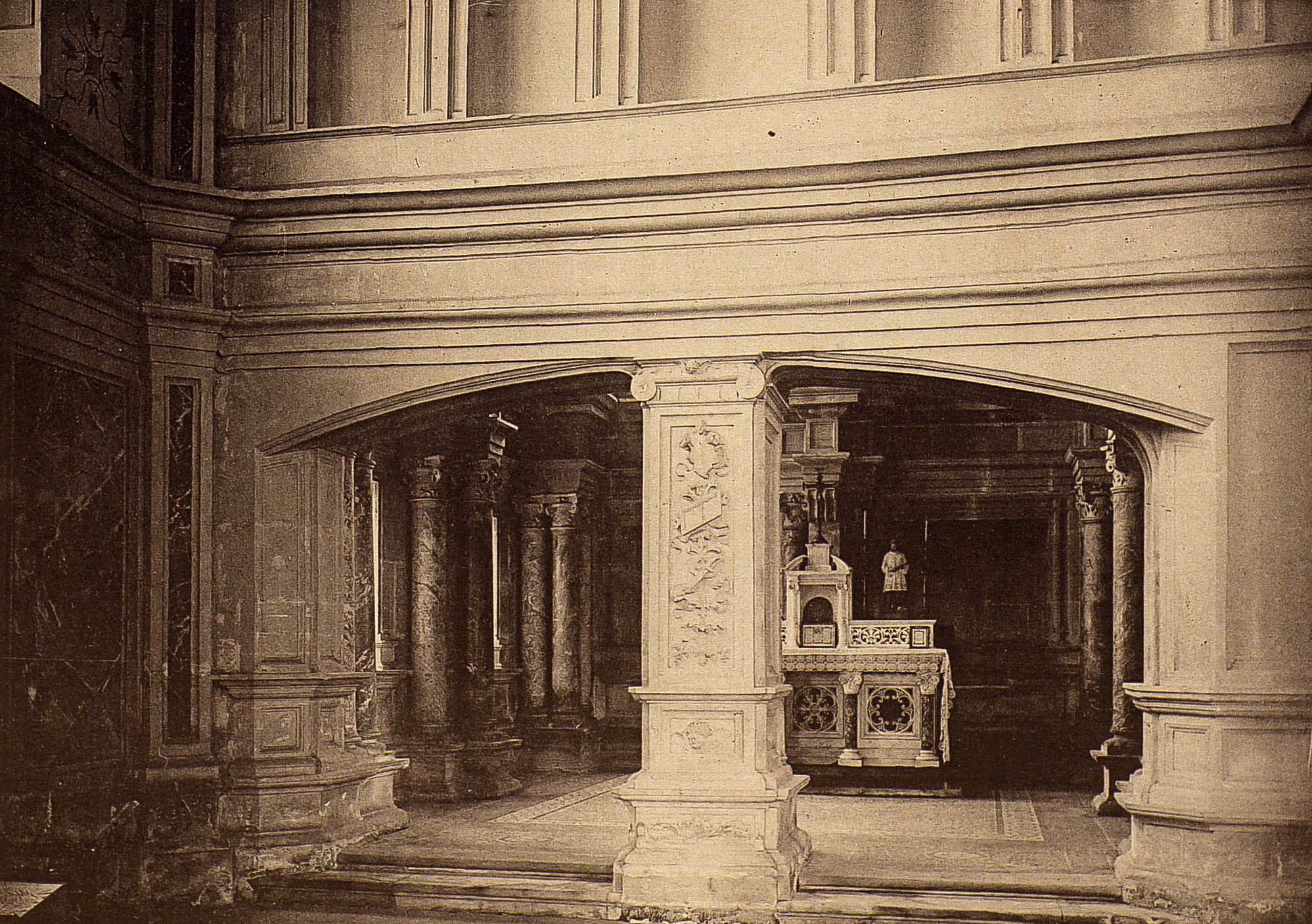
Intérieur de la chapelle de Saint-Hubert, illustration imprimée extraite de La Lorraine artiste du dimanche 10 septembre 1893. Bibliothèque municipale de Nancy.

En juin 1792, l'abbaye est vendue en tant que bien national à un industriel, monsieur Colombier, qui y installe une manufacture de tréfilerie. Le clocher roman est alors démoli et un canal est aménagé dans la nef de l'abbatiale pour alimenter la manufacture. Le monastère sert de logements d’ouvriers. Cette affectation sauvegarde du moins la totalité des bâtiments. En 1850, la manufacture ferme et la propriété mise en vente.
C’est en 1856 que Louis-Marie-Joseph-Eusèbe Caverot en fait l'acquisition et y transfère l'un des deux petits séminaires diocésains de l'évêché de Saint-Dié, celui de Senaide. Le supérieur de Châtel, le chanoine Morquin, en assure l’organisation, puis la direction pendant les quatorze premières années. La nouvelle maison est placée sous le patronage de Marie Immaculée, pour être « le monument qui rappellerait dans le diocèse la proclamation du dogme de l'Immaculée Conception ». En 1906, le séminaire d'Autrey, dirigé par le chanoine Detté, est touché par la loi de Séparation et en 1912 un hospice départemental de vieillards s'y établit.
L'hospice devient hôpital de guerre en 1914, avant de retrouver son activité de petit séminaire en 1931. Entre-temps, l'église fait l’objet d’un classement au titre des monuments historiques depuis le 8 juillet 1911. Les façades et toitures des deux ailes sont classées à leur tour en 1931. En 1930, après des négociations entreprises sous l’épiscopat de Mgr Foucault, le bâtiment est racheté par le diocèse. Le 3 novembre 1931, jour de la fête de saint Hubert, il abrite à nouveau les grands élèves des petits séminaires vosgiens jusqu’en 1974 environ, date à laquelle le site est délaissé.
Pendant la Seconde Guerre mondiale, l'abbaye est occupée par les Allemands. Elle est bombardée en septembre 1944 et subit des dommages importants. Le clocher et la nef de l'abbaye sont en partie détruits. D’importants travaux ont lieu en 1952. Ils permettent de mettre au jour les ruines de la première abbaye, dont la future chapelle Saint-Bernard.

## Agressions sexuelles
En 1982, la Communauté catholique des Béatitudes répond à l’appel de l'évêque de Saint-Dié et vient occuper les lieux. Elle ouvre en 1988 l'école du Cours Agnès de Langeac qui accueille des jeunes garçons désireux de discerner une éventuelle vocation sacerdotale ou religieuse. L'école est fermée en 2007. En janvier 2023, le quotidien La Croix publie un reportage sur des abus sexuels allégués au sein de l'école. Dix anciens élèves auraient été victimes d'agressions de la part des pères Dominique Savio et Henri Suso, prêtres de l’internat. Plusieurs victimes alléguées se sont suicidées,,.

## Parc et jardins
L'abbaye possède également un magnifique parc de 4 hectares, véritable jardin botanique avec quelque 2500 essences ; hydrangéas, rhododendrons, rosiers anciens, glycines, etc. Une pépinière y est cultivée avec 550 variétés de rosiers anciens, plantes de terre acide, arbres, arbustes, hydrangéas et plantes grimpantes.
Plantes en fête à l'Abbaye le 3e week-end du mois de mai.

## Bière de l'abbaye
Imaginée par le père Jean Bosco de la Communauté des Béatitudes d'Autrey mais brassée par la brasserie La Madelon à Saint-Étienne-lès-Remiremont, la bière de l'abbaye d'Autrey est une bière blonde de haute fermentation tirant 6,9° d'alcool.